# Angraecum pseudopetiolatum
Angraecum pseudopetiolatum är en orkidéart som beskrevs av Charles Frappier och Eugène Jacob de Cordemoy. Angraecum pseudopetiolatum ingår i släktet Angraecum och familjen orkidéer.
Artens utbredningsområde är Réunion. Inga underarter finns listade i Catalogue of Life.